# Dramă Totală
Dramă Totală (engleză Total Drama) este o serie animată canadiană de televiziune creat de Jennifer Pertsch și Tom McGillis care a avut premiera pe canalul de televiziune canadian Teletoon pe 8 iulie 2007 și pe canalul de televiziune american Cartoon Network pe 5 iunie 2008. Serialul este un omagiu și o parodie la convențiile comune de la reality show-uri precum Survivor.
Fiecare sezon urmărește un grup de tineri concurând într-o competiție de stil eliminare, în care competitorii concurează în provocări atât ca echipe cât și ca individual pentru recompense și imunitate de la eliminare. Echipele fuzionează aproximativ de la jumătatea competiției în indivizi. În timp ce competitorii dezvoltă relații reciproce, ei sunt eliminați progresiv din joc. Când rămân numai doi sau trei competitori, ei concurează într-o provocare finală unde câștigătorului i se acordă premiul final: 100 000 de CAD (sau 73 129.00 de US$) în primul sezon, sau 1 000 000 de CAD (73 129 000 de US$) de la al doilea sezon încoace. Serialul este alcătuit în prezent din șase sezoane (Insula, Acțiune, Turneul Mondial, Revanșa, Reuniunea Vedetelor și Insula Pacatel de două părți (deși sezoane separate) și revivalul de două părți a Insula Dramei Totale (la fel ca Reuniunea Vedetelor și Insula Pacatel).
Dramă Totală a obținut o urmărire cultă și a dat naștere la o franciză media. Un serial spin-off, Dramă Totală: Cursa Colosală, a avut premiera pe 7 septembrie 2015. Un al doilea serial spin-off, Grădinița Dramei Totale, a avut premiera pe 1 septembrie 2018 în SUA și pe 7 octombrie 2018 în Canada.
Pe 17 februarie 2021, s-a anunțat că un revival al Dramei Totale a fost comandat, cu două sezoane noi fiind produse pentru Cartoon Network și HBO Max (acum Max) în Statele Unite, Cartoon Network în Canada și CBBC în Regatul Unit. Prima parte a avut premiera în Italia pe 8 aprilie 2023, cu versiunea originală în engleză fiind disponibilă pe Discovery+ în regiune. Deși a fost anunțat ca două sezoane, s-a dezvăluit mai târziu că este un singur sezon în două părți, similar cu al cincilea sezon.

## Episoade
Aceasta este o listă a tuturor sezoanelor care au fost difuzate, cu datele de difuzare originale din Canada prezentate mai jos, împreună cu elementele de bază pentru fiecare sezon. Episodul 100 al întregii serii difuzat în Canada pe 27 februarie 2014, producătorii fiind foarte mulțumiți de acest punct de reper. Asta înseamnă că a fost nevoie de 6 ani și 7 luni pentru ca ei să emită primele 100 de episoade.
| Sezonul | Sezonul                                                        | Episoade | Episoade          | Premiera TV       | Premiera TV           | Finaliști            |
| Sezonul | Sezonul                                                        | Episoade | Episoade          | Prima transmisie  | Ultima transmisie     |                      |
| ------- | -------------------------------------------------------------- | -------- | ----------------- | ----------------- | --------------------- | -------------------- |
|         | Insula Dramei Totale                                           | 28       | 28                | 8 iulie 2007      | 29 noiembrie 2008     | Owen și Gwen         |
|         | Acțiune: Dramă Totală                                          | 27       | 27                | 11 ianuarie 2009  | 10 iunie 2010         | Duncan și Beth       |
|         | Turneul Mondial al Dramei Totale                               | 26       | 26                | 10 iunie 2010     | 24 aprilie 2011       | Alejandro și Heather |
|         | Insula Dramei Totale: Revanșa                                  | 13       | 13                | 5 ianuarie 2012   | 12 aprilie 2012       | Cameron și Lightning |
|         | Dramă Totală: Reuniunea Vedetelor/Dramă Totală: Insula Pacatel | 26       | 13                | 9 ianuarie 2014   | 27 martie 2014        | Mike și Zoey         |
| 13      | Dramă Totală: Reuniunea Vedetelor/Dramă Totală: Insula Pacatel | 26       | 4 septembrie 2014 | 20 noiembrie 2014 | Sky și Shawn          |                      |
|         | Insula Dramei Totale (2023)                                    | 26       | 13                | 21 octombrie 2023 | 2 decembrie 2023      | Priya și Bowie       |
| 13      | Insula Dramei Totale (2023)                                    | 26       | 3 martie 2024     | 14 aprilie 2024   | Wayne, Julia și Caleb |                      |